# Причал
Кей (от англ. quay) е специално оборудвано място на брега за спиране на кораби или лодки с цел товарни, пътнически, ремонтни и прочее операции.
В българския език съществува и друга дума синоним - пристан. На руски език се превежда като прича́л.
Текстът по-надолу е за редакция.
В зависимост от това на какъв терминал се намира причалът, произлиза и името му.
- Ако причалът е на морска гара, това се нарича пътнически причал.
- Ако причалът е оборудван с кранове, железопътна линия, недалеч има складови помещения – това е причал за товарни операции.
- Ако причалът е на територията на кораборемонтен завод, нарича се ремонтен причал.
- Ако до причала има склад с хладилна установка за съхранение на хранителни продукти преди натоварването им на хладилни съдове или за стоварването им от такива съдове, нарича се риферен причал.
- Ако причалът е оборудван с кранове за натоварване/разтоварване на контейнеровози и недалеч има площадка за складиране на контейнери, това е контейнерен причал.

Има следните други понятия: зърнен причал (преди се е използвало и името хлебен причал), нефтен причал, въглищен причал, циментен причал, причал за насипни или навалочни товари. Името на причала зависи от неговото предназначение.
Оборудваният причал задължително и в достатъчно количество трябва да има специални колчета - кнехти за поставяне на швартовите въжета на съда. Въпросните колчета днес в български официални документи се наричат боларди (от англ.: bollard). Разговорно тези колчета се наричат още пушки (от руски).
Необорудваният кей може да няма боларди или да ги има в недостатъчно количество. Например, ако лодка трябва да се върже към брега, то може да завърже въже към дърво на брега.
Понятията оборудван и необорудван причал могат да се разглеждат и много по-общо – ако съдът трябва да разтоварва товар, а причалът няма кранове и не е предназначен специално за товарни операции с този товар, това е необорудван причал за този съд с този товар.
Безопасен причал – причал, швартовката към който и стоянка до когото за определен съд е безопасна от гл. т. лошо време, дълбочина (с оглед приливо-отливните явления), конструкцията на причала, посещенията му на нежелателни лица или нападения на него и т. н.
Причалът може да е устроен във вид на пирс, крайбрежна алея, пристан или дебаркадер.
Ако причалът има дължина, равна или по-голяма от дължината на съда, изграден е от камък или железобетон и от ръба му се спуска стена вертикално надолу под водата или до нивото на водата, – такъв причал понякога се нарича причална стена.
Днес има електромагнитни или вакуумни причални устройства, които позволяват автоматизирането на процеса на швартовка на кораба. Но те са прекалено скъпи и не на 100% надеждни и затова все още не са изместили докерите, осъществяващи тази работа ръчно.

| Типична схема на швартовка |                                       |                                                                   |
| Номер                      | Наименование                          | Цел                                                               |
| 1                          | Bow line – Носов надлъжен             | Предотвратява движението на съда назад (в кърмата или с кърмата)  |
| 2                          | Forward Breast line – Носов притискащ | Пристиска по-добре от всички останали носови въжета към причала   |
| 3                          | Forward Spring line – Носов шпринг    | Предотвратява движението на съда напред (с носа)                  |
| 4                          | Aft Spring line – Кърмов шпринг       | Предотвратява движението на съда назад (в кърмата или с кърмата)) |
| 5                          | Aft Breast line – Кърмови притискащ   | Пристиска по-добре от всички останали кърмови въжета към причала  |
| 6                          | Stern line – Кърмови надлъжен         | Предотвратява движението на съда напред (с носа)                  |

- Има понятие „последен причал“ – това е последното място на швартовка на съд или място на изхвърлянето на съда на брега за неговото разглобяване.

## Пристан в българската поезия
Христо Фотев - Мореплавател
Вятъра ще раздере с рамене водата.
окриленото море ще звъни в платната, 
в пеещите ми гърди тежко ще удари... 
Най-лъчистите звезди ще са ми другари. 
Месецът ще се сведе на колене - ниско... 

Аз не питам на къде - пристана е близко.